# Disney's Chip'n Dale: Rescue Rangers 2
Disney's Chip'n Dale: Rescue Rangers 2 est un jeu vidéo de plates-formes par Capcom sur Nintendo Entertainment System en 1993. Il est tiré de la série télévisée d'animation Tic et Tac, les rangers du risque créée par Disney.
Le 16 mars 2017, Capcom annonce la ressortie le 18 avril de plusieurs titres phares 8 bits de Disney Interactive des années 1990 sous le nom The Disney Afternoon Collection sur Xbox One, PlayStation 4 et PC dont Disney's Darkwing Duck, Disney's DuckTales, Disney's DuckTales 2, Disney's Chip'n Dale: Rescue Rangers, Disney's Chip'n Dale: Rescue Rangers 2 et Disney's TaleSpin,.